# هاربر لي
نيللي (بالإنجليزية: Nelle Harper Lee) هاربر لي (28 أبريل 1926 ـ 19 فبراير 2016) مؤلفة أمريكية تُعرف بروايتها الحائزة على جائزة البوليتزر الأدبية؛ أن تقتل عصفورا محاكيا. تعالج فيها 'هاربر لي' قضية التفرقة العنصرية التي عاصرتها في طفولتها ببلدتها «مونروفيل» في ولاية «ألاباما». وعلى الرغم من كونها الرواية الوحيدة التي نُشِرَت لها، إلا أنها كانت السبب في فوزها بالميدالية الرئاسية للحرية في عام 2007 على مجمل مسيرتها الأدبية ، ووصلت مبيعاتها إلى 30 مليون نسخة حول العالم. وعلى الرغم من حصولها على العديد من الشهادات الفخرية، إلا أن «لى» رفضت تماما تقديم أي خطاب رسمي. ومن إسهاماتها المميزة أيضا، مساعدتها لصديقها المقرب «ترومان كابوت» في إتمام بحثه عن كتاب«بدماء باردة». توفيت في 19 فبراير 2016 بعمر 89 عاماً.

## حياتها

### نشأتها
ولدت هاربر لي في ألاباما بـالولايات المتحدة الأمريكية. بلدة مونروفيل 28 نيسان 1926، الصغرى ضمن 4 أبناء. كان والدها أماسا كولمان لى محرر جريدة سابق ومحامٍ بـمحكمة آلاباما
```
منذ عام 
1926
 وحتى عام 
1938
. قبل أن يترك والدها المحاماة، قام بالدفاع عن رجلين من السود بتهمة قتل تاجر من البيض، وانتهت القضية بالحكم على الرجلين، والد وابنه 
بالشنق
.
[
9
]
 أما عن والدتها فهي فرانسيس كانينجهام فينش
[
10
]
، وكانت ربة منزل. سميت لى تيمنا بجدتها نيللى. كانت لى طفلة تحب لعب الصبيان وكانت متشبهة بهم، وكانت قارئة واعية وناضجة التفكير، كما كانت جارة ثم صديقة طفولة للكاتب الأمريكي 
ترومان كابوت
. بعد التخرج من المدرسة الثانوية. التحقت لي بجامعة 
هانتينغون
 بـ 
مونتغمري
 (1944-1945). وعملت على نيل شهادة في الحقوق بجامعة آلاباما. وهناك كتبت في عدد من المنشورات الطلابية وعملت سنة كمحررة لمجلة الحرم الجامعي للفكاهة.
```

لم تكمل شهادة الحقوق. ودرست صيفاً بـ أوكسفورد في إنجلترا. قبل أن تنتقل إلى نيويورك 1950. حيث عملت كموظفة حجز في إحدى شركات الطيران. في أواخر الخمسينيات تفرّغت كلياً للكتابة. وكانت دائمة الترحال بين شقتها في نيويورك، ومنزلها في ولاية آلاباما حيث اعتنت بوالدها.

## أن تقتل عصفورًا محاكيًا
بعد أن كتبت عدة قصص قصيرة. في منزل أحد أصدقائها عشية عيد الميلاد أُعطيت أجر سنة كاملة، كهدية، مع ملحوظة: «أمامك سنة كاملة لتكتبي ما تشائين.»
وبالفعل أكملتْ لي (أن تقتل عصفورًا محاكيًا) في صيف 1959. ونُشرت 11 تموز 1960. وفي الحال كانت الأكثر مبيعًا، ونالت تزكية النقاد. ثم فازت بالبوليتزر 1961.
لم أتوقع نجاحاً لهذه الرواية. كنت آمل لها موتًا سريعًا ورحيمًا على يد النقاد، لكن في الوقت ذاته تمنيت أن تعجب شخصًا ما. بشكل كاف ليشجعني. تمنيت القليل ونلت الكثير جدًا. وبشكل ما، كان هذا مرعباً مثل ذلك الموت السريع والرحيم الذي توقعت.
هاربر لي. مقتبس من الـ نيوكويست - 1964

## بعد الرواية

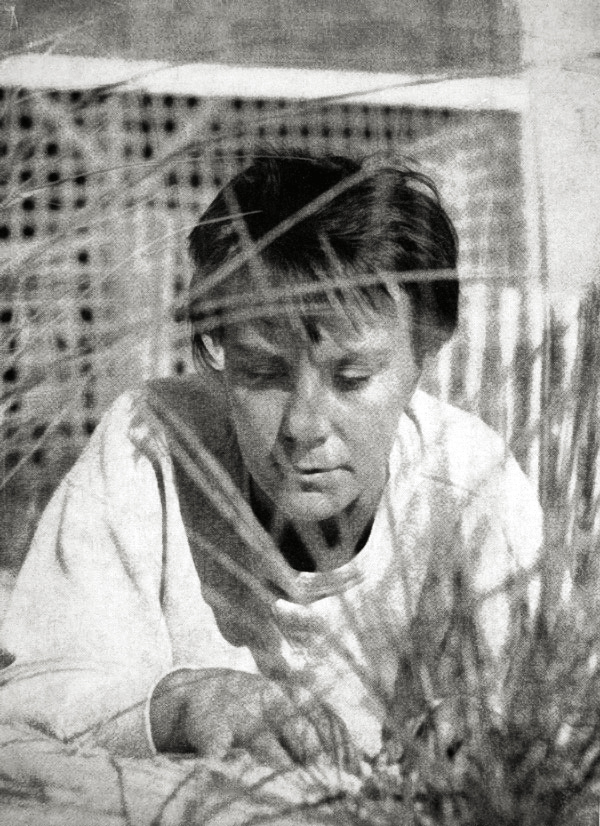
slهلملك

بعد كتابة (أن تقتل عصفوراً محاكياً). صحبت لي الكاتب الزميل كابوت إلى هولكومب بـ كانساس، لمساعدته في جمع المعلومات حول ما نُشر بمقالة عن مقتل مزارع وعائلته. كابوت استخدم المادة لأجل روايته الأفضل مبيعاً، بدم بارد
لم تنشر لي بعد الرواية إلا القليل من المقالات القصيرة. وعملت على رواية ثانية، (الوداع الطويل)، لكن في النهاية هجرتها غير مكتملة. في منتصف الثمانينيات بدأت في كتاب وثائقي عن قاتل آلاباما التسلسلي. لكنها تركت الكتاب أيضاً حين لم يرضها. ابتعادها عن الحياة العامة جعل الناس يظنون أنها قد تعد لمنشورات جديدة. كما كان الحال مع جيروم ديفيد سالينغر ورالف إليسون.

## الأعمال
- أن تقتل عصفوراً محاكياً. 1960. نيويورك. جي بي ليبنكوت
- الحب، بكلمات أخرى. 1961. مقالة بمجلة فوغ
- عيد الميلاد بالنسبة لي. 1961. مقالة بمجلة مكول
- حينما يكتشف الأطفال أمريكا. 1965. مقالة بمجلة مكّول

## روابط خارجية
- هاربر لي على موقع IMDb (الإنجليزية)
- هاربر لي على موقع الموسوعة البريطانية (الإنجليزية)
- هاربر لي على موقع مونزينجر (الألمانية)
- هاربر لي على موقع ميوزك برينز (الإنجليزية)
- هاربر لي على موقع إن إن دي بي (الإنجليزية)
- هاربر لي على موقع ديسكوغز (الإنجليزية)
- هاربر لي على موقع قاعدة بيانات الفيلم (الإنجليزية)